# Sex City
Sex City ist ein Pornofilm aus dem Jahr 2006, gedreht von Pierre Woodman. Er lehnt sich stilistisch an den Film Sin City an.

## Handlung
Bleck kommt nach zwei Jahren Haft aus dem Gefängnis und besucht zuerst sein Stammlokal. Dort hilft er Jane, die Streit mit zwei Gangstern hat. Als er nach dem Sex mit Jane aufwacht, ist diese tot. In Sex City, einer gefährlichen Stadt, treibt ein Killer namens Junior sein Unwesen. Bleck macht sich auf die Suche nach dem Killer, der auch von der Polizei verfolgt wird.
Daneben wird die Geschichte des Kommissars Logan erzählt, der einen Sadisten verfolgt, welcher der Sohn eines Senators ist und deswegen von korrupten Polizisten gedeckt wird.

## Auszeichnungen
- 2006: Erotixxx Award Bester Film International
- 2007: AVN Award Best Director – Foreign Release (Pierre Woodman)[1]
- 2006: Adult DVD Empire Award – Best Foreign DVD

## Wissenswertes
- Der Film ist mit ca. 90 Darstellern besetzt und die Produktion hat mehr als eine halbe Million Euro gekostet.
- Übersetzungen des Films, der als Dreiteiler konzipiert ist, sind in Französisch, Deutsch, Italienisch und Spanisch erschienen.
- Wie die meisten Großproduktionen der Produktionsfirma Private wurde auch Sex City in mehreren – hier drei – Teilen veröffentlicht.
- Der Film wurde in Russland, Ungarn und der Ukraine gedreht.